# Riencourt
Riencourt es una comuna francesa situada en el departamento de Somme, en la región de Alta Francia.

## Demografía
| 232 | 224 | 213 | 203 | 216 | 196 | 175 |
| Para los censos de 1962 a 1999 la población legal corresponde a la población sin duplicidades (Fuente: INSEE [Consultar]) |     |     |     |     |     |     |